# توبي ميتشيل
توبي ميتشيل (بالإنجليزية: Toby Mitchell)‏ هو لاعب كرة مضرب أسترالي، ولد في 20 أغسطس 1976 في ليونغاثا ‏ في أستراليا.

## وصلات خارجية
- توبي ميتشيل على موقع رابطة محترفي التنس (الإنجليزية)
- توبي ميتشيل على موقع الاتحاد الدولي لكرة المضرب (الإنجليزية)
- توبي ميتشيل على موقع خلاصة التنس.كوم (الإنجليزية)